# Anchiale spinicollis
Anchiale spinicollis är en insektsart som först beskrevs av Gray, G.R. 1833.  Anchiale spinicollis ingår i släktet Anchiale och familjen Phasmatidae. Inga underarter finns listade i Catalogue of Life.